# Campo de concentración de Banjica

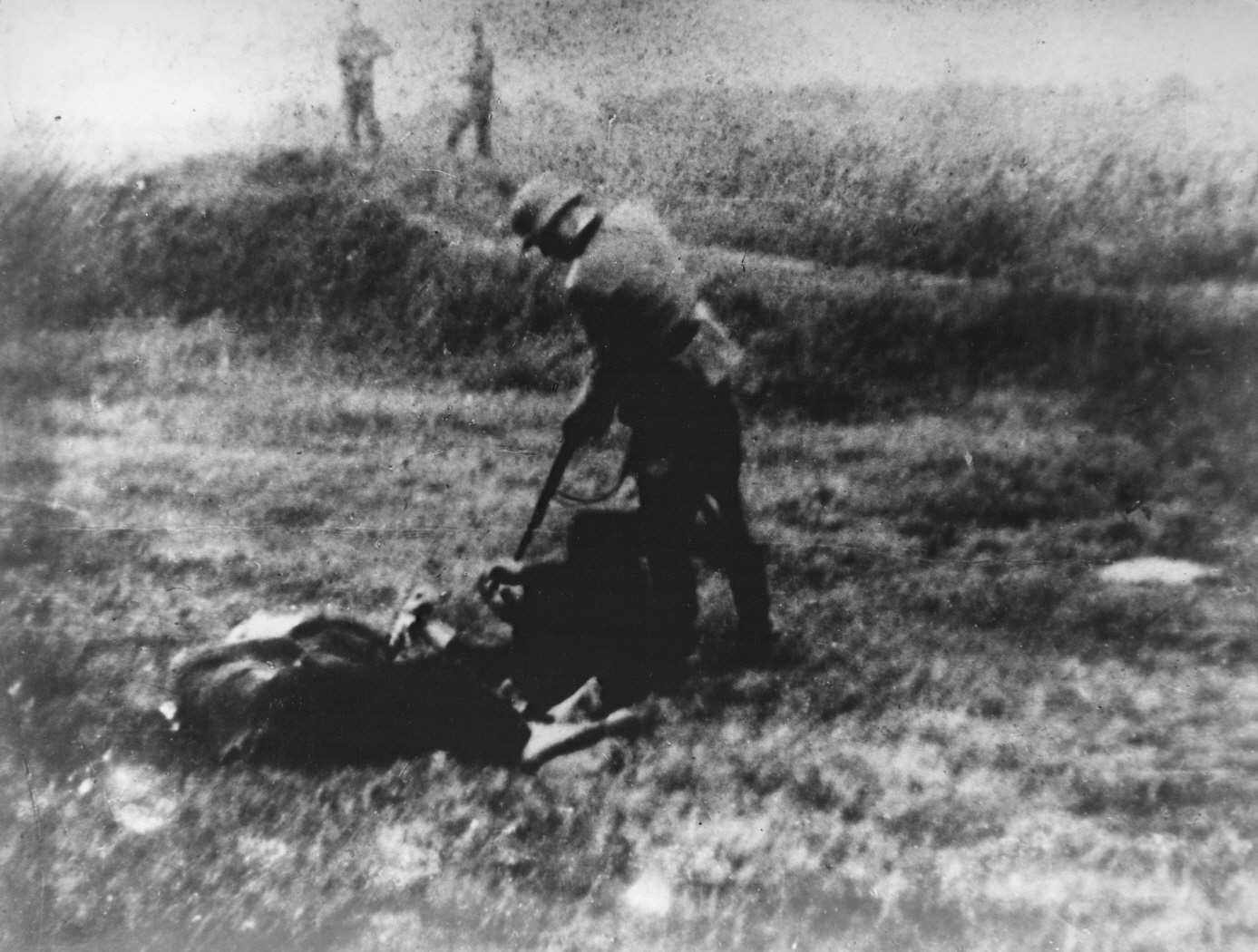
Un soldado alemán apunta su rifle a un prisionero en Jajinci, lugar que servía como sitio de ejecución de los internos en Banjica.

El campo de concentración de Banjica fue un campo de concentración alemán nazi que estuvo en funcionamiento desde junio de 1941 hasta septiembre de 1944 durante la Segunda Guerra Mundial. Estuvo ubicado en el suburbio del mismo nombre en Belgrado, entonces parte de Yugoslavia. Comenzó como un centro para albergar rehenes; pero, luego, incluyó a judíos, serbios comunistas, gitanos y partisanos capturados. Los administradores del campo registraron los nombres de 23.637 prisioneros. El comandante de este campo de concentración fue el oficial de la Gestapo Willy Friedrich.
Después de la ocupación alemana de Yugoslavia, el campo, que previamente había sido un conjunto de cuarteles del ejército yugoslavo, fue parte de la destrucción sistemática de la población judía. El 30 de mayo de 1941, el gobierno de ocupación alemán definió lo que era un judío, dictaminó la remoción de los judíos del servicio profesional y público, comenzó el registro de las propiedades judías, introdujo el trabajo forzado, prohibió a la población serbia que escondiera judíos (Beherbergungsverbot) y ordenó a todos los miembros de la comunidad judía a usar la estrella de David como emblema. Los comunistas en la Serbia ocupada orquestaron un levantamiento allí, al cual los alemanes respondieron pidiendo a los judíos en Serbia que proporcionaran cuarenta rehenes cada semana.
Las primeras ejecuciones como represalia tuvieron lugar a fines de junio de 1941 contra «comunistas y judíos». La primera ejecución masiva en Banjica ocurrió el 17 de diciembre de 1941, cuando 170 prisioneros fueron tiroteados.